# Socialistiska arbetets hjälte

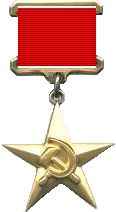
Guldstjärnan för Socialistiska arbetets hjälte

Socialistiska arbetets hjälte (ryska: Герой Социалистического Труда, Geroj Sotsialistitjeskogo Truda) var en hederstitel och medalj i Sovjetunionen och andra Warszawapaktsländer.
Den infördes 1938 och var den finaste hederstiteln som kunde tilldelas medborgare för insatser för kulturell eller ekonomisk uppbyggnad av landet, exempelvis inom industrin, jordbruket eller vetenskapen. Titeln hade samma status som Sovjetunionens hjälte som belönade hjältedåd, men till skillnad från denna så gavs Socialistiska arbetets hjälte aldrig till utländska medborgare.
Medaljen bestod av en stjärna dekorerad med hammaren och skäran. Drygt 20 000 medaljer delades ut.